# Nine Lives (2005)
Nine Lives (bra: Questão de Vida; prt: Nove Mulheres, Nove Vidas) é um filme americano de 2005, um drama dirigido por Rodrigo García.

## Sinopse
Nove mulheres, de diferentes idades e cada uma com suas angústias, alegrias e esperanças, têm o perfil traçado, mostrando como lidam com as conquistas e desapontamentos, como vivem suas vidas e seus relacionamentos em um mundo que nem sempre as entendem.

## Elenco

### As Nove Mulheres
- Elpidia Carrillo como Sandra
- Robin Wright Penn como Diana
- LisaGay Hamilton como Holly
- Holly Hunter como Sonia
- Amanda Seyfried como Samantha
- Amy Brenneman como Lorna
- Sissy Spacek como Ruth
- Kathy Baker como Camille
- Glenn Close como Maggie

### Atores coadjuvantes
- K Callan como Marisa
- Stephen Dillane como Martin
- Dakota Fanning como Maria
- William Fichtner como Andrew
- Jason Isaacs como Damian
- Joe Mantegna como Richard
- Ian McShane como Larry
- Molly Parker como Lisa
- Mary Kay Place como Alma Wyatt
- Sydney Tamiia Poitier como Vanessa
- Lawrence Pressman como Roman
- Aidan Quinn como Henry
- Miguel Sandoval como Ron